# 汛地
汛地為中國明清時期的基層軍事單位或駐地。例如香港的九龍汛、大埔頭汛、麻雀嶺汛，台灣的笨港汛。與行政單位設置相同，汛的設置常是漢人開墾鄉鎮或城市主要因素。朱駿聲《說文通訓定聲》：「汛假借為訊，今所用汛地字，蓋譏詰往來行人處也。」譏詰為盤問、責問之意。部分海防重地汛亦有風候之意，因季風作季節性駐防，如明代陳子龍《明經世文篇．王司馬奏疏》：「嚴會哨以靖海氛：臣訪得番徒、海寇往來行劫，須乘風候。南風汛，則由廣而閩、而浙、而直達江洋；北風汛，則由浙而閩、而廣、而或趨番國。」
汛編制於明朝時設立，如明世宗嘉靖年間在廣東設南頭寨，下轄佛堂門、大澳等六個汛地。清朝時歸漢人所屬的綠營，其上還有鎮、協、營，其下有塘及堆，而所屬士兵為世兵制，父死則子繼，負責統領的將領稱為千總或把總，統帥士兵由十數名到數百名。例如斗六門汛設有千總一員，兵士一百名。